# Can Formiga (Espinelves)
Can Formiga és una masia d'Espinelves (Osona) inclosa a l'Inventari del Patrimoni Arquitectònic de Catalunya.

## Descripció
Edifici civil. Masia de planta rectangular (10 x 16), coberta a dues vessants amb el carener perpendicular a la façana, situada a llevant. Consta de planta baixa, pis i golfes. La façana presenta tres portals i quatre finestres i sobresurt la meitat del vessant esquerre formant una L amb la façana. La part nord és cega, a ponent s'obre un portal rectangular amb la llinda de fusta i graons d'accés i tres finestretes a la planta i una al primer pis. A la façana sud, dues finestres a la planta, dues amb ampit de pedra i una de nova al primer pis.
Està al mig del bosc i davant la façana hi ha un mur formant una mena de corredor. L'estat de conservació és mitjà.

## Història
Masia situada al vessant nord del turó de la Guàrdia, molt a prop del terme municipal de Sant Hilari. Malgrat no tenir notícies històriques sobre la construcció de la casa, segurament es tracta d'una construcció dels segles XVII i XVIII, moment d'expansió del municipi.
Pel fet de trobar-se enmig del bosc, actualment serveix com a lloc d'actuació del parc de bombers per a la prevenció d'incendis.